# Каменка (приток Уманки)
Каменка (укр. Кам'янка) — река в Украине, приток Уманки, основа водной системы дендропарка Софиевка.

## Описание
Река в Уманском районе, большая часть в границах города Умани. Сток регулируется с 1797—1800 годов, когда были сооружены все основные элементы водной системы парка Софиевка. Известна как основной водоток образующий Верхний пруд (Волшебное озеро, Новоставский пруд) и Нижний пруд (Ионическое море). Долина признана памятником культуры в среднем течении параллельно Главной аллее дендропарка.
В верхнем течении запружена двумя прудами-накопителями Войтовским (Родниковским) и Красноставским, обеспечивающими регулярный водоток в водной системе дендропарка.

## Роль в водной системе дендропарка Софиевка
В дендропарке река наполняет Верхний пруд, заполненный в 1802 году и первоначально созданный как накопитель-стабилизатор. Впоследствии на основе уровня воды Верхнего пруда были созданы парковые композиции, что потребовало передать функции накопителя со значительно изменяющимся в течение года уровнем воды другому пруду, созданному много позднее выше по течению.
Из Верхнего пруда в Нижний пруд воды Каменки текут по следующим направлениям:

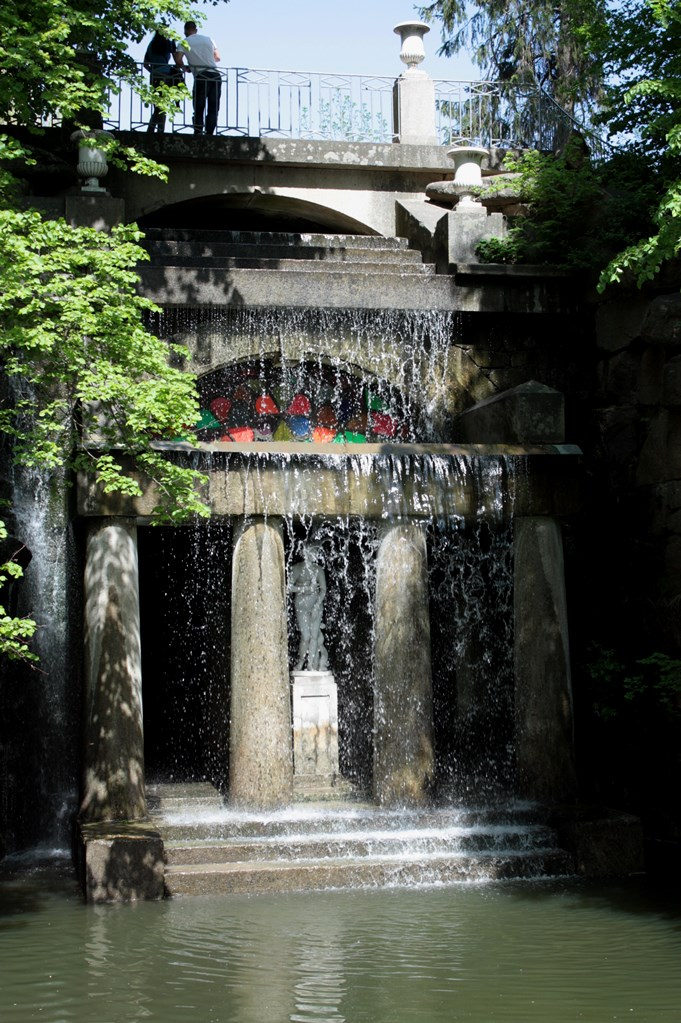
Грот Венеры с водной завесой

- Грот Венеры с водной завесойФормирующая камера Грота Венеры, Грот Венеры, пруд перед Гротом Венеры, далее по историческому руслу к Малому каскаду, каскаду Трёх Слёз и в камни Долины Гигантов.
- Чугунные трубы в камеру водоподготовки, грот Каллипсо (он же Шумовой, Громовой, Львиный) и к [фонтану «Змея».

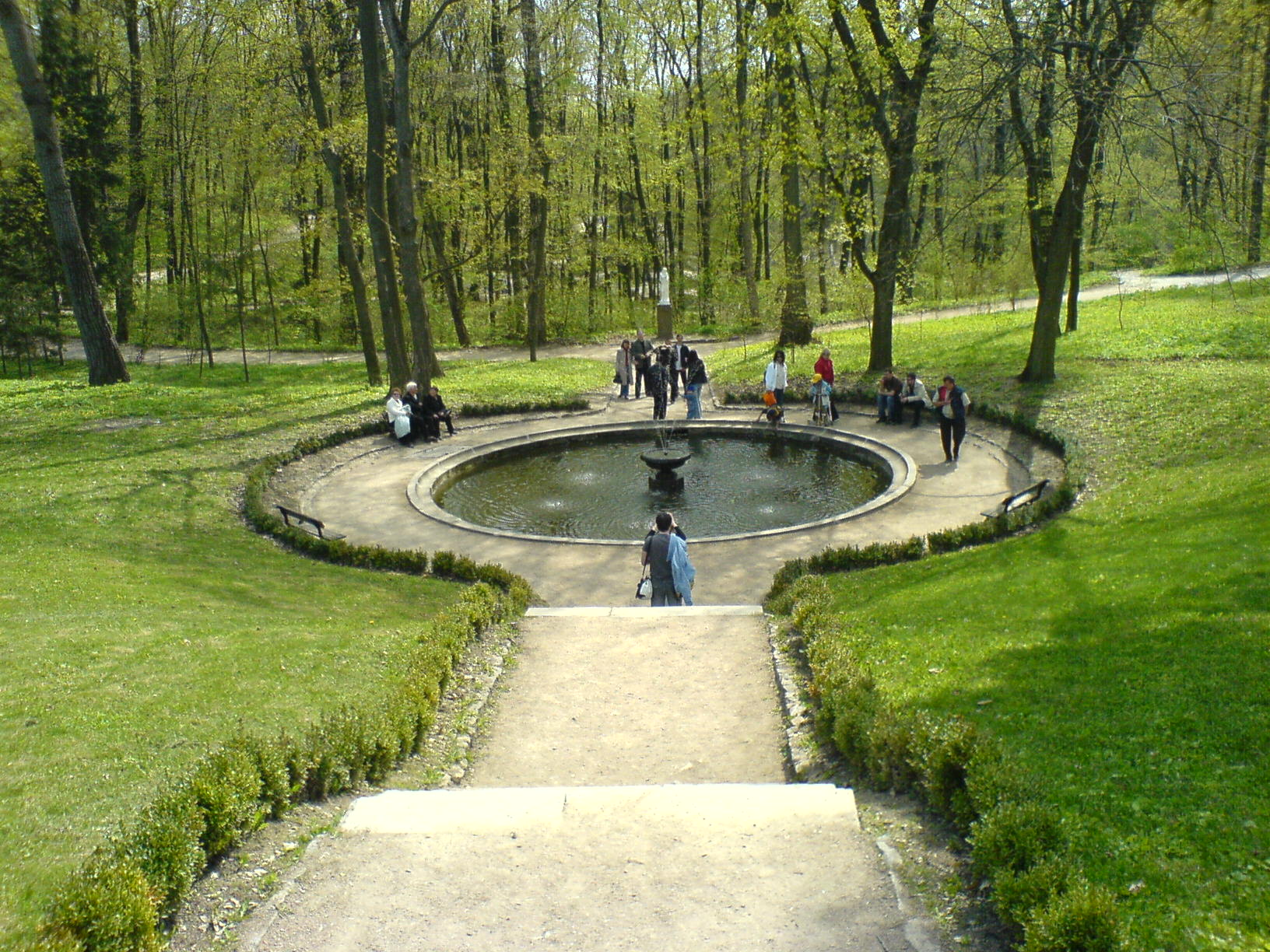
Фонтан семи струй

- Большой водопадФонтан семи струй Амстердамский шлюз — подземная река Стикс или Ахеронт — Ахеронтийское озеро (с ответвлением в фонтан «Семиструйка») — канал Большого Водопада — Большой водопад. Ахеронтийское озеро выступает водохранилищем, сглаживающим неравномерность поступления воды при шлюзовании лодок в Амстердамском шлюзе.

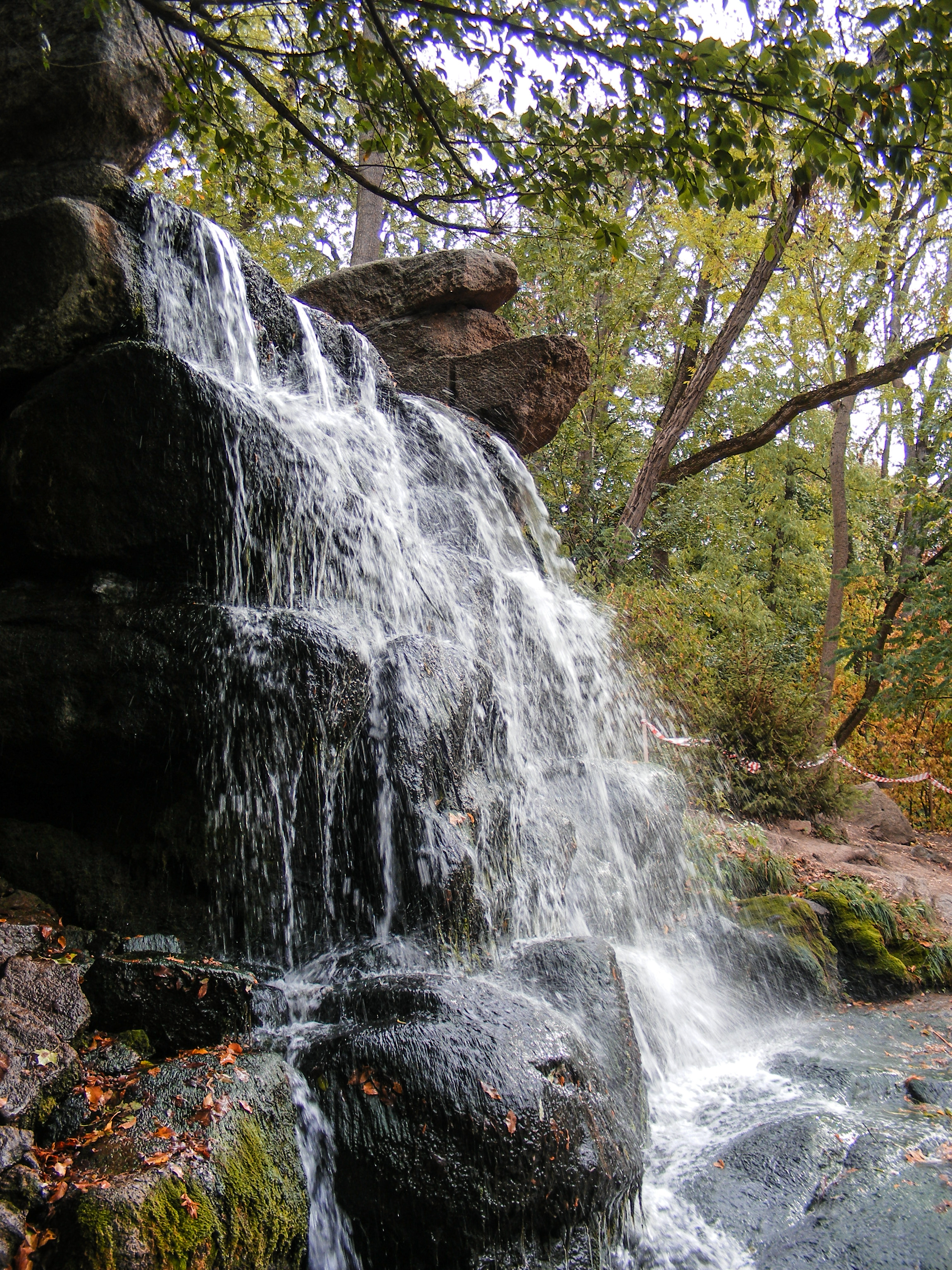
Большой водопад

- Стальной трубой в павильон Фазанник, далее в пруд у Грота Венеры и по историческому руслу Каменки.

Уровень воды Верхнего пруда регулируется заслонками Амстердамского шлюза, камеры водоподготовки водовода к фонтану «Змея» и формирующей камеры Грота Венеры.
Уровень воды Нижнего пруда регулируется только деревянным шлюзом.

## Притоки в Дендропарке
В дендропарке Софиевка существует единственный источник природных вод, оформленный недоступным для посещения гротом Дианы. Оттуда же по подземному водоводу питается источник Иппокрены, источник Серебряные ключи и родник у южного входа в Дендропарк.
У южного входа в Дендропарк в Каменку впадает ручей из Грековой балки, на котором устроено несколько прудов, благоустроенных при создании нового паркового района в 1970-х годах.

## Разрушительный паводок
Разрушительные паводки случались на реке неоднократно и описаны в.
Первый задокументированный отложил открытие парка с 1800 на 1802 год. Второй паводок 1870 года разрушил небольшие декоративные статуи украшавшие Грот Венеры. Наиболее известен хорошо задокументированный паводок 1980 года.
В 1980 году быстрое таяние снега в бассейне Каменки привело к селевому потоку, разрушившему или повредившему многие сооружения долинной части дендропарка.